# Game Over (jeu vidéo)
Pour les articles homonymes, voir Game Over.
Game Over est un jeu vidéo de type shoot them up développé et édité par la société espagnole Dinamic Software. Il est sorti en 1987 sur ZX Spectrum, Commodore 64, Amstrad CPC, Thomson Gamme MOTO et en 1988 sur DOS et MSX.
Il a eu une suite, Phantis, édité par Dinamic Software en 1988.

## Jaquette de jeu
Game Over est connu pour l'illustration controversée utilisée sur la jaquette et la publicité-média, dessinée par Luis Royo. On peut y voir une femme au décolleté généreux avec un bout de mamelon largement découvert. Oli Frey, le rédacteur en chef du magazine CRASH, a retouché le corset pour que la publicité puisse être imprimée. D'autres médias ont exigé que la partie fautive soit cachée, ce qui a été fait de manière plus ou moins subtile avec le logo Dinamic.